# Tokyo Dark
A Tokyo Dark (東京ダーク) point-and-click grafikus kalandjáték, melyet a japán székhelyű Cherrymochi fejlesztett és a Square Enix Collective jelentetett meg. A Tokyo Dark 2017. szeptember 7-én jelent meg Microsoft Windowsra, melyet később macOS-, Nintendo Switch- és PlayStation 4-átiratok fognak követni. A játékos Itó Ajami nyomozó szerepét ölti magára, miközben az eltűnt partnere után kutat Tokió nagyvárosában.
A játék a Square Enix japán videójáték-kiadó „Collective” kurátorplatformjának egyik legsikeresebb projektje lett, így később a cég támogatásával felkerült a Kickstarter közösségi finanszírozási oldalra. A játék elkészítéséhez eredetileg 40 000C$-t kértek, azonban végül több, mint 225 000C$-t hoztak össze, így további fejezeteket, japán nyelvű szinkronsávot, egy új játékmódot, a rajongói fordításokat támogató eszközöket, illetve animált átvezetőjeleneteket is készíthettek.

## Játékmenet
A Tokyo Dark egy kétdimenziós oldalra mozgó point-and-click grafikus kalandjáték visual novel horror elemekkel, nemlineáris rejtvényekkel, elágazó történetmeséléssel. A játékos döntései befolyással vannak a főszereplő, Itó Ajami (伊藤絢美; Hepburn: Ayami Itō) személyiségrajzára, ami pedig kihatással van a detektívnőt körülvevő emberekre. Itó személyiségét az úgynevezett „S.P.I.N-rendszer” jegyzi, ami a főhősnő épelméjűségét (sanity), professzionalizmusát (professionalism), nyomozói készségét (investigative skill) és neurotikusságát (neuroticism) méri. Mindegyik személyiségjegyre más és más van kihatással — így például az épelméjűségre az irracionális döntések, a jelentéktelen tárgyak vizsgálata vagy a paranormális jelenségekkel való kapcsolatok vannak befolyással. Az épelméjűséget gyógyszerekkel ugyan lehet kezelni, viszont ez Itó nyomozói készségének rovására megy, mivel eltompítja érzékeit, így előfordulhat, hogy bizonyos nyomok felett átsiklik. A személyiségjegyek különböző szintjei eltérő lehetőségeket nyithatnak meg, így például az alacsony professzionalizmus nem éppen legális cselekményekre nyújt lehetőséget, de az alacsony épelméjűség hallucinációkhoz, majd végül idegösszeomláshoz is vezethet. A játék minden beszélgetésére kihatással vannak a személyiségjegyek, melyeknek több, akár harminc lehetséges elágazása is lehet ezek függvényében. A rendszer gyors döntést igényelő helyzetekre is befolyással van: a személyiségjegyek határozzák meg, hogy mennyi ideje van a játékosnak választania a lehetőségek közül.
A játékos döntései a Tokyo Dark cselekményére is hatással vannak, melynek összes tizenegy lehetséges befejezése van, egyenként 4–6 óra játékidővel. A játék első végigvitele után megnyílik a nagyobb kihívást nyújtó Déjà vu névre keresztelt „New Game Plus” mód, ahol Itó valóságérzete jóval alacsonyabb, mint a főjátékban. Ebben a módban új jelenetek és egy csak itt megnyitható befejezés is van.

## Cselekmény
A játék jelentősebb része a modern kori japán fővárosban, Tokióban játszódik, ahol Itó Ajami (szinkronhangja: Aszama Hikage) nyomozó eltűnt partnere, Tanaka Kazuki után kutat. Kalandjai során találkozik a körözés alatt álló öngyilkos hajlamú Reinával, Mai Kavana szentélyszolgálóval, illetve Jukimura bűnügyi nyomozóval. A játék egyik melléktörténete Aokigaharában, az „öngyilkosok erdejében” játszódik és Reina múltjára derít fényt. A Tokyo Dark története szembesíti a játékost Tokió igazi borzalmaival, így az öngyilkosságokkal, a gyereksztárokkal, az intézményesített szexizmussal vagy a növekvő nacionalizmussal.

## Fejlesztés
A játék írója, Jon Williams az egyetem elvégzése után Hazel Griannel alternatív valóságjátékokat tervezett és programozott. 2009-ben Japánba költözött, hogy ötleteket merítsen egy új interaktív történethez. Ugyan eredetileg 1–2 évet akart maradni, azonban a 2011-es tóhokui földrengés és a fukusimai atomerőmű-baleset személyes átélése után úgy döntött, hogy tovább marad, mivel a katasztrófa hatására további ihletet kapott a projektjéhez. Eközben megismerkedett Mahóval, akit feleségül vett, majd megalapították a Cherrymochi videójáték-fejlesztő céget Tokió közelében, Kamakura városától délre. A játék elkészítése során főleg szabadúszók képezték a Cherrymochi fejlesztőcsapatát, mivel a japán munkajogoknak hála rövid távra szerződött teljes munkaidőben foglalkoztatott munkaerőt igen nehéz felvenni. A játék fejlesztőcsapatának tagja volt Jon Williams tervező, író, programozó és környezeti művész, Laura „Moochirin” Jin szereplőtervező, Matt „Bison” Steed zeneszerző, Tyler Bradbury szereplőanimátor, Chris Krubeck szövegkönyvíró, Maho Williams producer és műfordító és Uresino Kimi regényíró. A játék anime stílusú átvezető jeleneteit a Graphinica animestúdió készítette el. A programot a Construct 2 játékmotor hajtja a Sprite DLight megvilágítási motorral kiegészítve. Ugyan a játék sikerétől függően további platformokra is át akarják portolni, azonban a Construct 2 csak a Microsoft Windows, a macOS és a Linux operációs rendszereket, illetve a Wii U videójáték-konzolt és az iOS és Android mobilplatformokat támogatja natívan, ezért a játékot átírhatják a Unity játékmotorra, ami az előbbieken felül a PlayStation 3, a PlayStation 4, az Xbox 360 és az Xbox One asztali, valamint a New Nintendo 3DS és a PlayStation Vita kézikonzolokat, illetve a BlackBerry 10, a Tizen és a Windows Phone mobiltelefonos operációs rendszereket is támogatja. A játék fejlesztését 2014 elején, több, mint 10 hónappal a Kickstarter-kampány 2015 májusi elindítása előtt kezdték meg. A Tokyo Dark a Heavy Rain és a Shenmue filmszerű történetmesélését vegyíti a Clock Towerhöz vagy a Blackwell Legacyhoz hasonló kétdimenziós oldalra mozgó point-and-click grafikus kalandjátékokkal, anime stílusú prezentációban. A játék a Higurashi When They Cry vagy a Corpse Party: Book of Shadows című visual novelekből, a 42 Entertainment alternatív valóságjátékaiból, számos korábban megjelent kaland- és horrorjátékból, a Törvény nevében, a Hannibal és a hasonszőrű modern amerikai filmdrámákból, az X-akták és a Twin Peaks televíziós sorozatokból, a Hetedik krimiből, a Marebito horrorfilmből, a Perfect Blue animefilmből, a film noir stílusból, valamint H. P. Lovecraft és Guillermo del Toro horrorműveiből, illetve nyugati és japán képregényekből, így Itó Dzsundzsi horrormangáiból is merített ötleteket, legnagyobb inspirációforrása a játékokon kívül azonban a 2011-es tóhokui földrengéssel és a fukusimai atomerőmű-balesettel járó borzalmak voltak. A játék zenei anyagát többek között az Autechre, a Boards of Canada, Clint Mansell, Merzbow, a Nine Inch Nails és Trent Reznor, a Rosemary’s Baby zenei anyaga, Igor Stravinsky, a Pink Floyd és a Portal inspirálta.

## Megjelenés
A Tokyo Dark 2017. szeptember 7-én jelent meg Windowsra, melyet később egy macOS-átirat fog követni. Az eredeti tervek szerint a játéknak 2016 októberében kellett volna megjelennie, azonban a Cherrymochi 2016. augusztus 26-án bejelentette, hogy nem bírják tartani a korábban megadott megjelenési dátumot, így 2017-re tolják el a játék megjelenését. A játékot először 2016. február 17–25-e között próbálhatták ki a támogatók egy zárt alfaverzió képében. A játékot szélesebb közönség előtt először 2016 áprilisában, az EGX Rezzed játékkiállításon demózták. A Tokyo Darkot a kiotói BitSummit játékkiállításon is bemutatták, ahol az elnyerte a fődíjat, illetve további két kategóriában is jelölve volt. Ugyanebben a hónapban a játék a San Diego Comic-Conon és a bécsi Radiuson is játszható volt. A játékot a következő hónapban a Square Enix a kölni Gamescomon is bemutatta. 2016 szeptemberében a játékot a Tokyo Game Show és az EGX, míg novemberben a Lisbon Games Week kiállításokra vitték ki. A játék a 2017-es EGX Rezzeden, a BitSummiton és a Tokyo Indie Festen is kipróbálható volt.

## Díjak
| Év   | Díj                   | Kategória                                        | Eredmény | For.   |
| ---- | --------------------- | ------------------------------------------------ | -------- | ------ |
| 2016 | BitSummit Awards 2016 | „Karmazsinvörös kapu-díj” (a zsűri fődíja)       | Elnyerte | [ 28 ] |
| 2016 | BitSummit Awards 2016 | Varázslatos jelenlét-díj                         | Jelölve  | [ 28 ] |
| 2016 | BitSummit Awards 2016 | Független fejlesztésű játékok felemelkedőben-díj | Jelölve  | [ 28 ] |